# Calzada de Valdunciel
Calzada de Valdunciel – gmina w Hiszpanii, w prowincji Salamanka, w Kastylii i León, o powierzchni 20,03 km². W 2011 roku gmina liczyła 650 mieszkańców.